# Diego de Sylva
Diego de Sylva OM († unsicher  1533)  war ein portugiesischer römisch-katholischer Ordensgeistlicher.

## Leben
Diego gehörte den Paulanern an. Er wurde zum Priester geweiht. 1532 wurde er zum Bischof von Ceuta ernannt.